# Bärbel Inhelder
Bärbel Elisabeth Inhelder (San Gallo, 15 aprile 1913 – Visp, 16 febbraio 1997) è stata una psicologa svizzera.

## Biografia
Figlia unica di Alfred Inhelder, professore di biologia alla scuola magistrale di Rorschach, e della scrittrice Elsa Spannagel. Studiò in diverse scuole sia private che pubbliche e apprese da suo padre la storia, la filosofia, la natura e la geografia. Studiò inoltre latino, scienze, matematica e arte. Si iscrisse all'Università di Ginevra, dove iniziò a studiare storia della scienza, neurologia, teoria dell'evoluzione e psicologia della Gestalt. Tra i suoi docenti vi fu Jean Piaget e nel 1943 conseguì il dottorato di ricerca.
Lavorando con Piaget, Inhelder condusse un esperimento sulle percezioni dei bambini sulla conservazione della quantità, al quale seguì la sua prima pubblicazione. I due lavorarono a una lunga serie di pubblicazioni congiunte, tra cui The Growth of Logical Thinking from Childhood to Adolescence (1958), The Psychology of the Child (1966) e Child's Conception of Space (1967). Il loro lavoro influenzò la scoperta di Inhelder dello stadio di sviluppo delle "operazioni formali" che si verifica durante la transizione tra l'infanzia e l'adolescenza, per la quale fu eletta membro onorario straniero dell'American Academy of Arts and Sciences nel 1976. Con l'avanzare della sua carriera, durante una visita all'Università di Harvard tra il 1961 e il 1962, Inhelder si staccò dall'approccio logico-strutturale di Piaget per concentrarsi sull'applicazione dell'approccio funzionale all'epistemologia genetica.
Secondo una biografia su di lei, non ci sono informazioni che affermino che sia mai stata sposata o abbia avuto figli. Morì nel 1997 all'età di 83 anni per cause naturali. Ebbe all'attivo quattordici libri pubblicati, più articoli e capitoli di libri, e rimase una figura rilevante tra numerose generazioni di studenti.